# Кокойты, Эдуард Джабеевич
Эдуа́рд Джабе́евич Коко́йты (Коко́ев; осет. Кокойты Джабейы фырт Эдуард; род. 31 октября 1964, Цхинвал, Юго-Осетинская АО) — второй президент Южной Осетии. Избран президентом в качестве оппозиционного кандидата на прямых всенародных президентских выборах 2001 года. В 2006 году в результате президентских выборов повторно избран на пост президента РЮО. 9 декабря 2011 года был вынужден досрочно отказаться от президентской власти, после митингов сторонников Аллы Джиоевой. Эдуард Кокойты согласился уйти в отставку, несмотря на то, что, согласно действующему законодательству РЮО, должен был исполнять обязанности президента до момента инаугурации следующего президента.

## Биография
Родился 31 октября 1964 года в Цхинвали. Окончил среднюю школу № 5. Работал электромонтёром в отделении связи. В 1980 году стал чемпионом Грузинской ССР по вольной борьбе; мастер спорта. В 1983—1985 годах проходил срочную службу в рядах ВС СССР. Поступил в Юго-Осетинский государственный педагогический институт имени А. Тибилова, который окончил в 1988 году по специальности «преподаватель физической культуры». В институте был избран секретарём комитета комсомола, после чего работал в Юго-Осетинском областном комитете комсомола.
Согласно официальной биографии, во время событий грузино-осетинского противостояния (1990—1991) создал и возглавил боевой отряд защитников Осетии, вошедший в состав боевой группы Гри Кочиева.
С 1990 по 1993 год — депутат Верховного Совета РЮО первого созыва.
С 1993 по 1997 год работал помощником депутата Государственной Думы ФС Российской Федерации Анатолия Чехоева.
В феврале 1997 года указом первого президента РЮО Людвига Чибирова был назначен торговым представителем РЮО в Российской Федерации в ранге министра Республики Южная Осетия.
В результате президентских выборов в ноябре-декабре 2001 года стал президентом Южной Осетии, победив во втором туре (53 % голосов) председателя парламента, председателя Компартии Южной Осетии Станислава Кочиева (действовавший президент, Людвиг Чибиров, имевший право ещё на один президентский срок, проиграл в первом туре и выбыл из предвыборной кампании).
Чемпион мира по вольной борьбе и главный тренер сборной России Дзамболат Тедеев обвинял Кокойты в убийстве его брата, а также в смерти некоторых высокопоставленных югоосетинских чиновников.

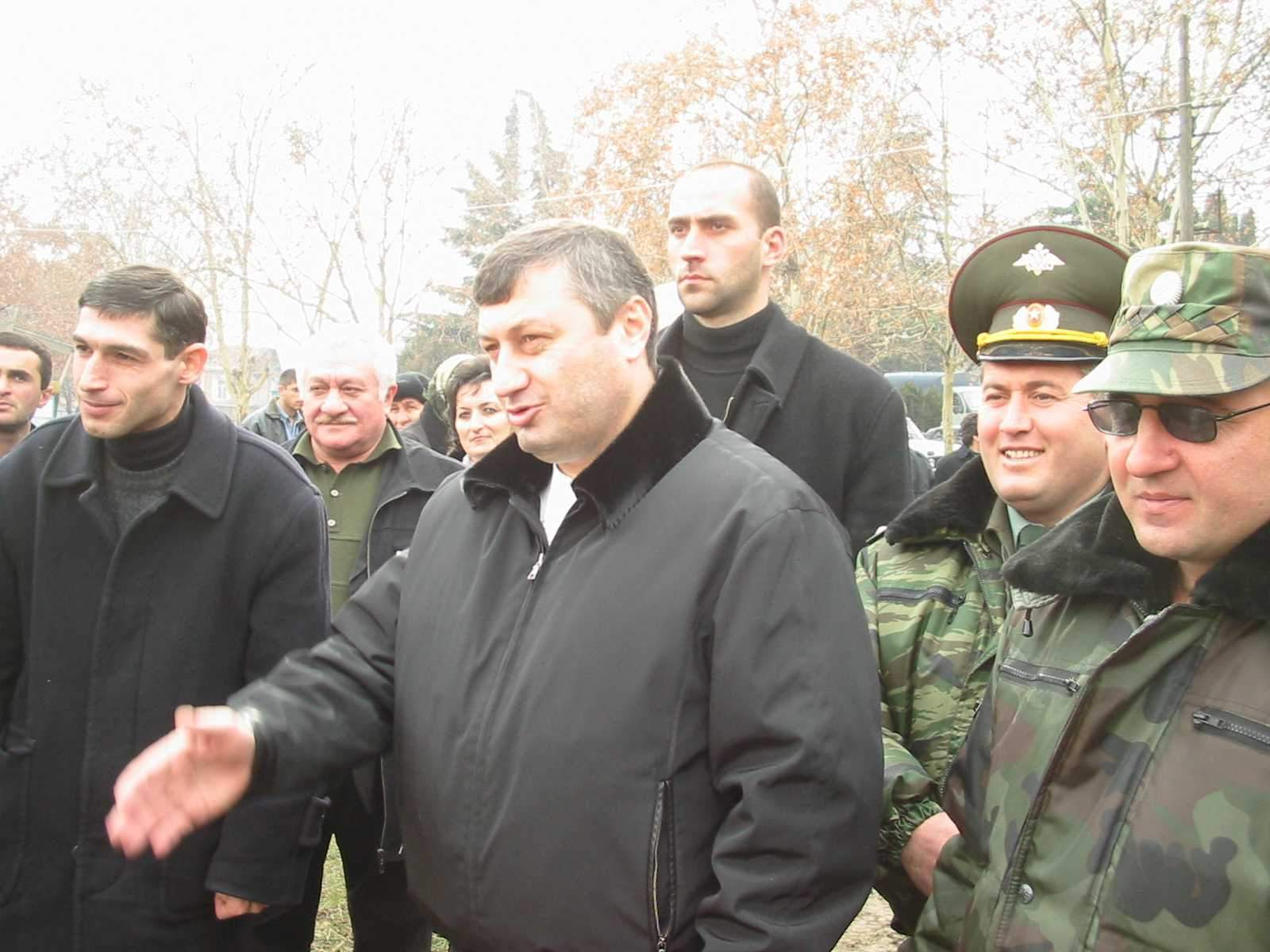
Эдуард Кокойты на антинаркотической церемонии в Цхинвале. 2005 год

На выборах 2006 года Кокойты был избран на второй президентский срок.
В мае 2007 года Кокойты (не получив заранее разрешения от российского МИДа) заблокировал проезд в грузинские села, расположенные в Южной Осетии севернее Цхинвали.
Анатолий Баранкевич обвинял Кокойты в препятствовании эвакуации мирных жителей из Цхинвали перед началом войны в Грузии (а именно с 1 по 7 августа 2008 года).
8 августа Кокойты убыл из Цхинвала в Джаву, по словам руководившего обороной города Баранкевича, не объявив причин и не оставив вместо себя заместителя; По сведениям газеты Коммерсантъ, двое жителей Северной Осетии (Вадим и Владислав Козаевы), выехавшие в Цхинвал 9 августа и столкнувшиеся с Кокойты в Джаве, обвинили его в том, что тот, «заранее зная о предстоящих военных событиях, уехал из Цхинвала, не позаботившись об эвакуации мирных жителей, стариков, женщин, детей». Охрана Кокойты избила и задержала братьев; им было предъявлено обвинение в «расколе осетинского общества». На пресс-конференции Кокойты заявил, что граждан России не собираются отпускать.
По версии российских СМИ, 9 августа Кокойты возглавил один из передовых осетинских отрядов, ведущих контратаку на Цхинвал совместно с подразделениями российской армии под командованием генерала А. Н. Хрулёва. Окончательно вернулся в Цхинвал лишь 11 августа. Анатолий Баранкевич утверждал, что 10 августа Кокойты в Джаве в его присутствии избивал ногами грузинского военнопленного.

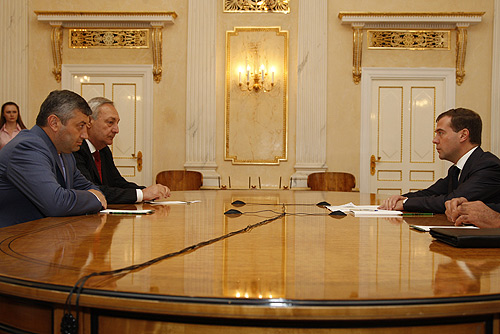
Встреча Дмитрия Медведева с Эдуардом Кокойты и Сергеем Багапшем в Кремле 14 августа 2008 года

По окончании горячей фазы войны в Грузии, 14 августа 2008 года как президент Южной Осетии официально встретился с президентом России Дмитрием Медведевым в Кремле. В ходе этой встречи вместе с президентом Республики Абхазия Сергеем Багапшем подписал (за Южную Осетию) шесть принципов урегулирования грузино-югоосетинского и грузино-абхазского конфликтов, ранее разработанных Медведевым и Саркози.
18 августа 2008 года отправил в отставку правительство республики во главе с Юрием Морозовым и назначил временно исполняющим обязанности премьера Бориса Чочиева. В этот же день Кокойты подписал указ о введении чрезвычайного положения на территории республики. Положение введено сроком на месяц — с 21:00 17 августа 2008 до 21:00 17 сентября 2008 года. Согласно указу, в течение всего периода все органы исполнительной власти республики должны будут подчиняться созданной Чрезвычайной комиссии по ликвидации последствий грузинской агрессии во главе со Знауром Гассиевым.
18 августа 2008 года также заявил, что руководство республики готовится обратиться к России «с предложением создать на территории Южной Осетии военную базу Российской Федерации на постоянной основе».
При Эдуарде Кокойты состоялось официальное признание Республики Южная Осетия Россией как суверенного и независимого государства: 22 августа 2008 года парламент Южной Осетии единогласно принял обращение к Президенту Российской Федерации, Совету Федерации и Государственной Думе с просьбой о признании независимости. 25 августа Совет Федерации и Государственная Дума единогласно приняли обращения к Президенту Российской Федерации с просьбой о признании независимости Южной Осетии. 26 августа президент России Д. А. Медведев подписал указ «О признании Республики Южная Осетия», согласно которому Российская Федерация признала эту республику «в качестве суверенного и независимого государства», обязалась установить с ней дипломатические отношения и заключить договор о дружбе, сотрудничестве и взаимной помощи.
2009 год отметился эскалацией конфликта Кокойты с бизнесменом Альбертом Джуссоевым, экс-премьером ЮО Юрием Морозовым, экс-Совбезом ЮО Анатолием Баранкевичем, экс-генпрокурором ЮО Ахсаром Кочиевым и главным тренером сборной России по вольной борьбе Джамбулатом Тедеевым.
19 мая 2011 года во Владикавказе были убиты двоюродный брат Кокойты Алим Кабулов и сотрудник госохраны ЮО Олег Икаев: они пристали в ночном клубе к кикбоксеру Альберту Цгоеву, угрожая ему пистолетом. Спортсмен отобрал оружие и застрелил обоих, а наутро сдался полиции. После этого случая правительство РФ поставило госохране Южной Осетии ультиматум: либо их сотрудники будут подчиняться предписаниям ФСО, а зачастивший с поездками президент Кокойты — заранее извещать о намерении приехать, либо оружие будет изыматься.
В результате выборов президента в 2011 году на фоне недельных митингов Кокойты уволил нескольких чиновников, а также было подписано соглашение между Кокойты и кандидатом от оппозиции Аллой Джиоевой, по которому Кокойты ушёл в отставку 10 декабря 2011 года, поддержав кандидатуру Анатолия Бибилова. До повторных выборов 25 марта 2012 года исполняющим обязанности президента был премьер-министр Вадим Бровцев. Одновременно ЦИК, полномочия которого согласно закону, завершились летом 2011 года, продолжал свою работу до выборов нового президента.
В марте 2017 года Центральная избирательная комиссия Южной Осетии отказалась регистрировать бывшего главу республики Эдуарда Кокойты в качестве кандидата на выборах президента, так как он не смог подтвердить постоянное проживание в Южной Осетии на протяжении 10 лет.

## Взгляды
Эдуард Кокойты — неоевразиец, заявляющий, что Южная Осетия никогда не выходила из состава Российской империи.
Входил в Высший совет Международного евразийского движения.

## Личная жизнь
Женат вторым браком, имеет троих сыновей.

## Награды
- Орден «Уацамонга» Высшая награда Республики Южная Осетия
- Орден «Честь и слава» I степени (Абхазия, 2006)[26]
- Орден Республики (ПМР, 2006)[27]
- Орден Суворова II степени (ПМР, 2008)[28][29][30]